# Tour della nazionale maschile di rugby a 15 della Scozia 1975
Il Tour della Nazionale di rugby a 15 della Scozia 1975 fu una serie di incontri di rugby a 15 disputato dalla nazionale scozzese di rugby a 15 nel maggio-giugno 1975. Si trattava del primo tour della Scozia in Nuova Zelanda.
Malgrado buoni risultati nei match contro le selezioni provinciali, il bilancio fu negativo per la sconfitta nel test contro la Nuova Zelanda.

## Risultati
| Nelson 24 maggio 1975 | Nelson Bays | 6 – 51 | Scozia XV |  |

| Dunedin 27 maggio 1975 | Otago | 19 – 15 | Scozia XV |  |

| Christchurch 31 maggio 1975 | Canterbury | 20 – 9 | Scozia XV |  |

| Napier 4 giugno 1975 | Hawke's Bay | 0 – 30 | Scozia XV |  |

| Wellington 7 giugno 1975 | Wellington | 25 – 36 | Scozia XV |  |

| Roturoa 10 giugno 1975 | Bay of Plenty | 10 – 16 | Scozia XV |  |

| Arbitro: | Peter McDavitt |

| |            | |
| mete: Macdonald Robertson, Williams 2 trasf.: Karam 4 | Marcatori  | |
| 15.Joseph Karam 14.Bryan Williams, 11.Grant Batty 13.Bill Osborne, 12.Lyn Jaffray 10.Duncan Robertson, 9.Sid Going 8.A. Leslie (c), 7.K.Stewart, 6.I.Kirkpatrick 5.John Callesen, 4.Hamish Macdonald 3.K.Tanner, 2.Tane Norton, 1.Billy Bush | Formazioni | 15.Bruce Hay 14.Andy Irvine, 11.Lewis Dick 13.Jim Renwick, 12.Graham Birkett 10.Ian McGeechan, 9.Doug Morgan 8.W. Watson, 7.W. Lauder, 6.David Leslie 5.Alastair McHarg, 4.Ian Barnes 3.S.Carmichael, 2.C.Fisher, 1.I. McLauchlan (c) sostituti: 16.Billy Steele |